# Leopold Zahler
Leopold Zahler (* 15. November 1822 in Achrathal bei Schwaz in Tirol; † 17. März 1906 in Passau) war ein Passauer Regierungsrat und Bezirksamtmann.

## Leben und Wirken
Leopold Zahler schloss 1841 das (heutige) Wilhelmsgymnasium München ab.
1869 wurde er Bezirksamtmann des Bezirksamts Tirschenreuth. 1877 kam er als Bezirksamtmann nach Passau. Von 1887 bis 1893 gehörte er als Mitglied der Liberalen Partei dem Bayerischen Landtag an. 1894 trat er als Königlicher Regierungsrat in den Ruhestand. Seinen Lebensabend verbrachte er im Hause Residenzplatz 6.